# Vigesimosexta Enmienda a la Constitución de los Estados Unidos
La Vigesimosexta Enmienda a la Constitución de los Estados Unidos (Enmienda XXVI) estandarizó la edad mínima para votar en 18 años. Fue adoptada en respuesta al activismo estudiantil contrario a la Guerra de Vietnam y parcialmente para anular la sentencia del caso de la Corte Suprema de Estados Unidos Oregón contra Mitchell. Fue adoptada en julio de 1971.

## Texto

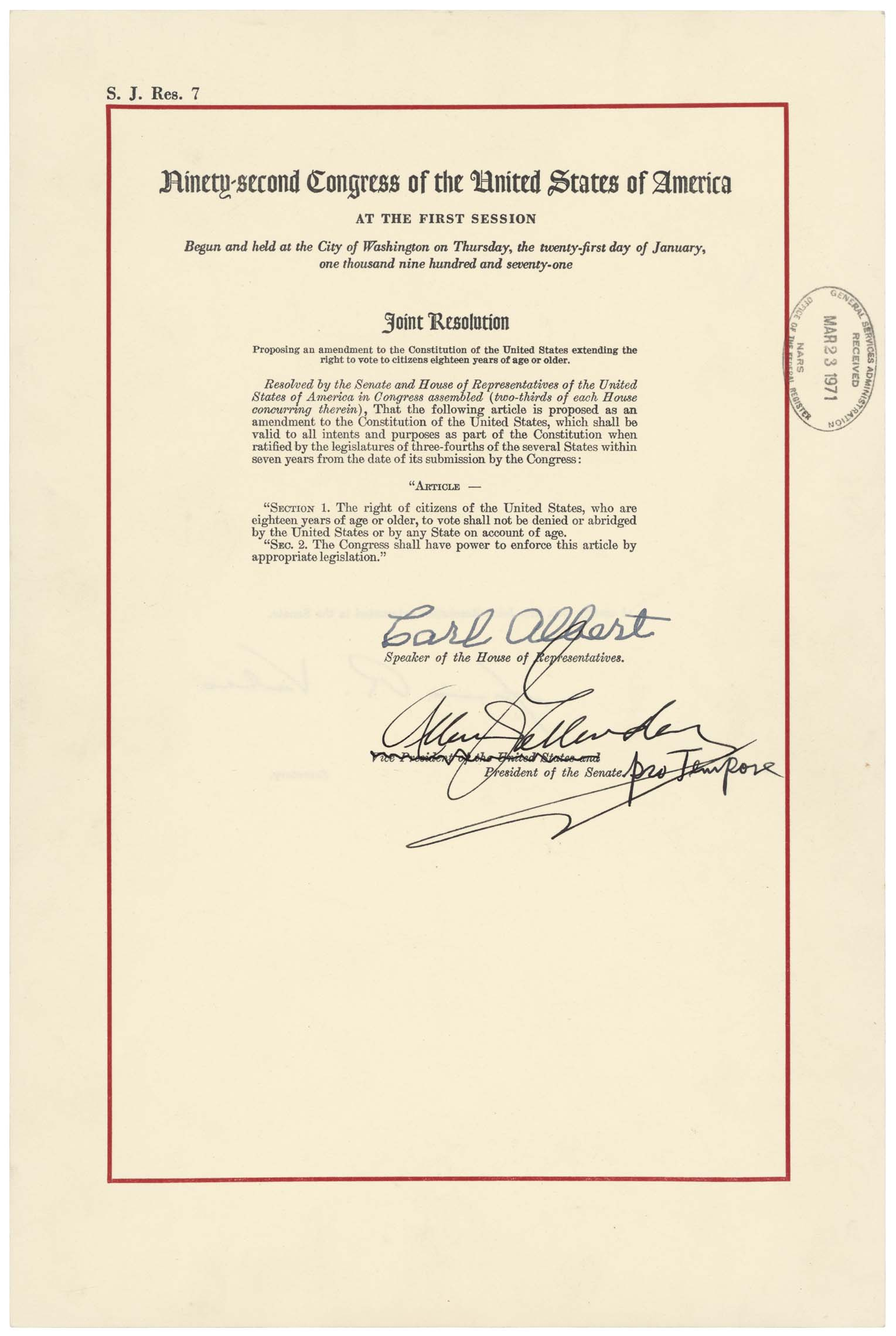
La Enmienda XXVI

| Section 1. The right of citizens of the United States, who are eighteen years of age or older, to vote shall not be denied or abridged by the United States or by any State on account of age | Sección 1. El derecho a votar de los ciudadanos de los Estados Unidos, de dieciocho años de edad o más, no será negado o menguado ni por los Estados Unidos ni por ningún Estado a causa de la edad. |
| Section 2. The Congress shall have the power to enforce this article by appropriate legislation.                                                                                              | Sección 2. El Congreso tendrá poder para hacer valer este artículo mediante la legislación adecuada.                                                                                                 |